# سلمة بن الخرشب الأنماري
سلمة بن الخرشب الأنماري شاعر عربي من قبل الإسلام، أخته فاطمة هي والدة الربيع بن زياد أحد سادات بني عبس.

## نسبه
هو سلمة بن عمرو بن نصر بن حارثة بن طُريف الغطفاني، والخرشب هو لقب لأبيه.

## من شعره
أورد له صاحب  المفضليات قصيدتين؛ رائية وميمية.